# Tauschia jahnii
Tauschia jahnii är en flockblommig växtart som beskrevs av Joseph Nelson Rose och Henri François Pittier. Tauschia jahnii ingår i släktet Tauschia och familjen flockblommiga växter. Inga underarter finns listade i Catalogue of Life.